# Maisons-Alfort – Les Juillottes (stanice metra v Paříži)
Maisons-Alfort – Les Juilliottes je nepřestupní stanice pařížského metra na lince 8. Nachází se za hranicemi Paříže ve městě Maisons-Alfort pod Avenue du Maréchal de Lattre de Tassigny. Jedná se o poslední podzemní stanici na této straně linky. Zde také končí některé vlaky v tomto směru.

## Historie
Stanice byla otevřena 27. dubna 1972, kdy sem byla prodloužena trať ze sousední stanice Maisons-Alfort – Stade. Do 24. září 1973 sloužila jako konečná stanice, než byla linka dále rozšířena do Créteil – L'Échat.

## Název
Jméno stanice se skládá ze dvou částí. Maisons-Alfort podle města, ve kterém se stanice nachází a Les Juilliottes, které je názvem zdejší čtvrti.